# Basil Bhuriya
Basil Bhuriya SVD (* 8. März 1956 in Panchkui, Madhya Pradesh; † 6. Mai 2021 in Indore) war ein indischer Ordensgeistlicher und römisch-katholischer Bischof von Jhabua.

## Leben
Basil Bhuriya besuchte von 1969 bis 1976 das St. Thomas Seminary in Dhow und absolvierte anschließend ein Studium an der Indore University, das er 1979 mit einem Bachelor abschloss. Am 30. Juni 1979 trat Bhuriya der Ordensgemeinschaft der Steyler Missionare bei. Er studierte Philosophie und Katholische Theologie am Pontifical Athenaeum in Pune. Bhuriya legte am 12. Juni 1985 die feierliche Profess ab und empfing am 5. Mai 1986 das Sakrament der Priesterweihe.
Bhuriya war zunächst als Pfarrvikar in Muvalia im Bistum Baroda tätig, bevor er 1988 Subregens und 1992 schließlich Regens des St. Thomas Seminary in Indore wurde. Von 1997 bis 2002 war er Pfarrer in Dhar im Bistum Indore. Anschließend wirkte Basil Bhuriya als Direktor des Gästehauses des Bistums Jhabua in Thandla. Von 2005 bis 2009 war er Pfarrer in Rajgarh. 2009 wurde Basil Bhuriya Pfarrer der Pfarrei Immaculate Heart of Mary in Thandla und 2011 zudem Mitglied des Provinzialrats der Ordensprovinz Central Indian der Steyler Missionare.
Am 18. Juli 2015 ernannte Papst Franziskus ihn zum Bischof von Jhabua. Die Bischofsweihe spendete ihm der Apostolische Nuntius in Indien, Erzbischof Salvatore Pennacchio, am 10. Oktober desselben Jahres auf dem Sportplatz der St. Arnold’s School in Meghnagar; Mitkonsekratoren waren der Erzbischof von Bhopal, Leo Cornelio SVD, und der Erzbischof von Nagpur, Abraham Viruthakulangara. Sein Wahlspruch Lead us, O Lord, in your love and righteousness („Herr, leite mich in deiner Liebe und Gerechtigkeit“) stammt aus Ps 5,9 . Basil Bhuriya war der erste Angehörige der Ethnie der Bhil, der zum katholischen Bischof geweiht wurde.
Basil Bhuriya starb am 6. Mai 2021 an den Folgen der COVID-19-Erkrankung. Anfang April 2021 war er positiv auf das SARS-CoV-2-Virus getestet worden und musste in der Folge mehrere Wochen intensivmedizinisch behandelt werden. Auf dem vorläufigen Höhepunkt einer neuen Infektionswelle in Indien starb er an einem Herzinfarkt, nachdem sich zuvor eine leichte Besserung der COVID-19-Erkrankung angedeutet hatte. Er wurde auf dem Friedhof von Meghnagar beigesetzt.